# پیتراپرتوزا
پیتراپرتوزا (به ایتالیایی: Pietrapertosa) یک کومونه در ایتالیا است که در استان پوتنزا واقع شده‌است. پیتراپرتوزا ۶۷ کیلومتر مربع مساحت و ۱٬۰۶۳ نفر جمعیت دارد.